# Neoathyreus antennatus
Neoathyreus antennatus är en skalbaggsart som beskrevs av Henry Fuller Howden 2006. Neoathyreus antennatus ingår i släktet Neoathyreus och familjen Bolboceratidae. Inga underarter finns listade i Catalogue of Life.